# Острова Кайман на летних Олимпийских играх 2012
Каймановы Острова на летних Олимпийских играх 2012 были представлены в двух видах спорта.

## Результаты соревнований

### Водные виды спорта

#### Плавание
Спортсменов — 2
В следующий раунд на каждой дистанции проходят лучшие спортсмены по времени, независимо от места занятого в своём заплыве.
Мужчины
| Соревнование        | Спортсмен     | Предварительные заплывы | Предварительные заплывы | Полуфиналы           | Полуфиналы           | Финал                | Финал                |
| Соревнование        | Спортсмен     | Результат               | Место                   | Результат            | Место                | Результат            | Место                |
| ------------------- | ------------- | ----------------------- | ----------------------- | -------------------- | -------------------- | -------------------- | -------------------- |
| 50 м вольный стиль  | Бретт Фрейзер | 22,91                   | 32                      | Завершил выступление | Завершил выступление | Завершил выступление | Завершил выступление |
| 100 м вольный стиль |               |                         |                         |                      |                      |                      |                      |
|                     |               |                         |                         |                      |                      |                      |                      |
| 200 м вольный стиль |               |                         |                         |                      |                      |                      |                      |
|                     |               |                         |                         |                      |                      |                      |                      |

### Лёгкая атлетика
Спортсменов —
Мужчины
| Дисциплина | Спортсмен | Предварительный раунд | Предварительный раунд | Четвертьфиналы | Четвертьфиналы | Полуфиналы | Полуфиналы | Финал     | Финал |
| Дисциплина | Спортсмен | Результат             | Место                 | Результат      | Место          | Результат  | Место      | Результат | Место |
| ---------- | --------- | --------------------- | --------------------- | -------------- | -------------- | ---------- | ---------- | --------- | ----- |
| 100 м      |           |                       |                       |                |                |            |            |           |       |
| 110 м с/б  |           |                       |                       |                |                |            |            |           |       |

Женщины
| Дисциплина | Спортсмен | Предварительный раунд | Предварительный раунд | Четвертьфиналы | Четвертьфиналы | Полуфиналы | Полуфиналы | Финал     | Финал |
| Дисциплина | Спортсмен | Результат             | Место                 | Результат      | Место          | Результат  | Место      | Результат | Место |
| ---------- | --------- | --------------------- | --------------------- | -------------- | -------------- | ---------- | ---------- | --------- | ----- |
| 100 м      |           |                       |                       |                |                |            |            |           |       |
| 200 м      |           |                       |                       |                |                |            |            |           |       |